# Jerry Tuwai
Seremaia Tuwai Vunisa, noto anche come Jerry Tuwai (23 marzo 1989), è un rugbista a 15 figiano che gioca per la Nazionale di rugby a 7 delle Figi. Tuwai ha compiuto il suo debutto con le Figi ai Gold Coast Sevens nel 2014. Ha fatto parte delle squadre di rugby a 7 delle Figi che hanno vinto la medaglia d'oro alle Olimpiadi di Rio de Janeiro 2016 e alle Olimpiadi di Tokyo 2020. Ha vinto il premio World Rugby Sevens Player of the Year nel 2019.
Tuwai è stato nominato giocatore del torneo ai World Club 7s 2014 dove ha giocato per il Davetalevu Club. È stato anche nominato miglior giocatore al torneo Dubai Sevens 2015 . Tuwai è stato anche il giocatore di spicco della finale di Las Vegas Sevens 2015  nella quale le Figi hanno battuto la Nuova Zelanda 35-19.

## Origini
Nato a Newtown, un quartiere povero alla periferia di Suva, Figi, da Poasa Vunisa e Seruwaia Vualiku. È cresciuto dentro una casa composta da una sola stanza con pareti di lamiera ondulata. Da bambino giocava a rugby con bottiglie di plastica e magliette impacchettate, poiché non c'erano soldi per permettersi palloni da rugby. Tra i 14 ei 15 anni, era solito raggiungere il padre per pescare e poi vendere il pescato per le strade, lavoro che Jerry definisce "un lavoro molto duro". Più tardi, dichiarò di essersi davvero pentito di aver abbandonato la scuola.

## Carriera nazionale
Tuwai è cresciuto giocando a rugby a scuola, iniziando a dedicarsi seriamente a questo sport solo a 18 anni, dopo aver abbandonato la pallavolo. Si unì quindi al Newtown Rugby Club, il suo club locale, dove si distinse subito per la sua velocità e le capacità nel cambio di direzione che, secondo il suo allenatore Meli Nakalivadra, lo distingueva dagli altri giocatori.
È stato presto invitato a unirsi alla squadra Sevens del Marist Rugby Club, a seguito dell'impressione positiva lasciata durante una partita giocata a Suva. Durante la sua permanenza del team, ha mantenuto un livello di prestazione abbastanza alto da entrare nel radar dello staff tecnico della nazionale di Rugby Seven, guadagnandosi l'invito ad un ritiro con la squadra nazionale, nel quale è durato solo un giorno, prima di essere scartato per "essere troppo piccolo per giocare a livello internazionale".

## Carriera internazionale
Dopo due anni, l'allenatore della squadra nazionale delle Fiji Sevens Ben Ryan lo vide giocare nei Marist Sevens, il più grande torneo annuale di Rugby nelle Figi, e lo invitò ad allenarsi con la squadra nazionale, facendogli sapere che doveva lavorare sodo per il consolidamento delle abilità base caratteristiche del rugby se voleva giocare per le Figi, citando il suo basso ritmo di lavoro senza palla come un problema da affrontare, e anche il suo condizionamento fisico insufficiente Come conseguenza della sua mancanza di forma fisica, Tuwai spesso smetteva di allenarsi quando diventava troppo difficile, arrivando persino al punto di nascondersi tra i cespugli durante gli sprint per saltare l'allenamento.
Come ricorda Ryan, "Era terribilmente timido. Per una settimana non credo abbia rivolto parola a nessuno. Era anche terribilmente fuori forma, con una motivazione al miglioramento apparentemente minima. Non riusciva a superare una singola sessione di allenamento senza crollare esausto. Molte volte non si presentava nemmeno alla sessione (. . . ) Era pieno di scuse: non potevo andare ad allenamento, ho perso l'autobus; Ero malato, non potevo spostarmi. Quando era ad allenamento, e facevamo una sessione di condizionamento fisico, era sempre allo stremo. Se non stava correndo allora era nascosto tra i cespugli. Non riusciva a capire l'intensità del lavoro che stavamo facendo e non riusciva a collegarlo con il rugby che amava giocare. "
Nonostante ciò, Ryan ha visto il suo potenziale e lo ha preso sotto la sua ala protettrice per introdurlo nell'ambiente ultra-competitivo dello sport professionistico. Dal fitness all'alimentazione, al riposo e alle abilità mentali, Ryan seguiva Jerry in tutto. Tuwai attribuisce a Ryan il merito di avergli fatto cambiare mentalità e di averlo portato ad essere un giocatore professionista di rugby, di averlo aiutato a raggiungere quel livello che neanche si immaginava.
Ha compiuto il suo debutto per il team Fiji Sevens al Gold Coast Sevens 2014 in Australia. La sua prestazione è stata elogiata da Ryan, sostenendo che fosse uno dei migliori debutti che avesse mai visto da un giocatore di Sevens. Alla fine della stagione, Tuwai fu nominato il miglior rookie di Rugby Seven da World Rugby .
Tuwai fu parte integrante della squadra delle Fiji Sevens che ha partecipato alle Olimpiadi estive del 2016, dove batterono Brasile, Stati Uniti, Argentina, Nuova Zelanda e Giappone per qualificarsi nella finale contro l'Inghilterra, che fu sconfitta per 43-7, permettendo per la prima volta alle Figi di vincere una medaglia olimpica, e dando all'intero paese qualcosa per cui tifare dopo la devastazione causata dal ciclone Winston, che colpì le Figi nel febbraio dello stesso anno.

## Stile di gioco
Tuwai è noto per la sua agilità, spiccata capacità decisionale e capacità di eseguire cambi di direzione con minima perdita di velocità. È anche noto per la sua propensione all'utilizzo dell'impatto fisico nel gioco, nonostante la sua stazza sotto la media rispetto a un giocatore di rugby professionista.

## Vita privata
Tuwai attribuisce a sua madre e suo padre i suoi successi sul campo di rugby e li cita come la sua principale motivazione per performare e succedere nel rugby. Quando era giovane, il padre e la madre risparmiarono abbastanza soldi per comprargli il suo primo paio di scarpe da rugby. Mentre la madre gliele consegnava, gli disse: "questo è il tuo coltello e forchetta". Tuwai ha dichiarato: "Non sapevo che mia madre stesse risparmiando dei soldi per le mie scarpe da rugby,  quando le ho viste non ci credevo, perché sapevo che non stavano guadagnando molti soldi. Mi ha davvero toccato e da quel momento fino ad ora, prima di giocare scrivo sempre sulle scarpe –coltello e forchetta.
“Quando sono stanco e voglio arrendermi, immagino solo la nostra casa e i miei genitori, io che lavoro per loro. Immagino solo mia madre che lavora e mio padre che lavora sodo nella fattoria.
Ha attribuito ai suoi genitori il merito di averlo mantenuto con i piedi per terra e umile. Torna regolarmente a Newtown, il luogo in cui è cresciuto. Come afferma il giornalista Rusiate Baleilevuka, "Jerry combatte per l'indifferenza, vuole un cambiamento nella reputazione di Newtown"